# Siphanthera duidae
Siphanthera duidae är en tvåhjärtbladig växtart som först beskrevs av Henry Allan Gleason, och fick sitt nu gällande namn av John Julius Wurdack. Siphanthera duidae ingår i släktet Siphanthera och familjen Melastomataceae. Inga underarter finns listade i Catalogue of Life.